# Impatiens paranyi
Impatiens paranyi är en balsaminväxtart som beskrevs av Fischer och Raheliv. Impatiens paranyi ingår i släktet balsaminer, och familjen balsaminväxter. Inga underarter finns listade i Catalogue of Life.